# Lars Vogt
Lars Vogt (Düren (Noordrijn-Westfalen), 8 september 1970 – Erlangen (Beieren), 5 september 2022) was een Duits pianist en dirigent.

## Biografie
Vogt studeerde bij Karl-Heinz Kämmerling aan de Hochschule für Musik, Theater und Medien in Hannover. Hij werd bij het publiek bekend toen hij in 1990 op twintigjarige leeftijd de tweede prijs won bij de Leeds International Piano Competition.
In 1998 richtte hij het kamermuziekfestival Spannungen op, dat wordt gehouden in Kraftwerk Heimbach, een waterkrachtcentrale in Heimbach in de Eifel.
Vogt debuteerde in 2003 bij de New York Philharmonic en speelde als solist bij onder andere het Koninklijk Concertgebouworkest, het NHK-Symfonieorkest in Tokio, het Gewandhausorchester Leipzig, de Berliner Philharmoniker en de Wiener Philharmoniker en het London Symphony Orchestra. In 2012 werd hij hoogleraar piano aan zijn alma mater, de Hochschule in Hannover.
Naast het pianospel richtte Vogt zich steeds meer op dirigeren. Als gastdirigent debuteerde hij bij de symfonieorkesten van Singapore en Nieuw-Zeeland en het Warschau Philharmonisch Orkest. Van 2015 tot 2020 was hij chef-dirigent van de Britse Royal Northern Sinfonia. Vanaf 1 juli 2020 was Vogt chef-dirigent van het Orchestre de Chambre de Paris.
Voor zijn muzikale prestaties ontving Vogt onder meer de Brahms-prijs van de deelstaat Sleeswijk-Holstein (2004), de Echo Klassik (2004) van de Duitse muziekindustrie, de Preis der deutschen Schallplattenkritik (2008) en de Opus Klassik (2021).

### Ziekte en overlijden
In februari 2021 werd bij Vogt leverkanker vastgesteld. Hij overleed in september 2022 op 51-jarige leeftijd aan de gevolgen van die ziekte.